# Sherborne (Dorset)
Sherborne – miasteczko (market town) w hrabstwie Dorset. Znajduje się tu zabytkowe Opactwo Sherborne, gdzie pochowani są królowie Wesseksu Ethelbert i Ethelbald. 
Nazwa Sherborne pochodzi od staroang. scir burne, co oznacza czysty potok. 
W Sherborne w roku 2001 mieszkało 9 350 obywateli.

## Współpraca
Miejscowości partnerskie:
- Altea, Hiszpania
- Bad Kötzting, Niemcy
- Bellagio, Włochy
- Bundoran, Irlandia
- Chojna, Polska
- Granville, Francja
- Holstebro, Dania
- Houffalize, Belgia
- Judenburg, Austria
- Karkkila, Finlandia
- Kőszeg, Węgry
- Marsaskala, Malta
- Meerssen, Holandia
- Niederanven, Luksemburg
- Oxelösund, Szwecja
- Preny, Litwa
- Preweza, Grecja
- Sesimbra, Portugalia
- Türi, Estonia
- Sigulda, Łotwa
- Sušice, Czechy
- Zwoleń, Słowacja